# Joachim Bitterlich

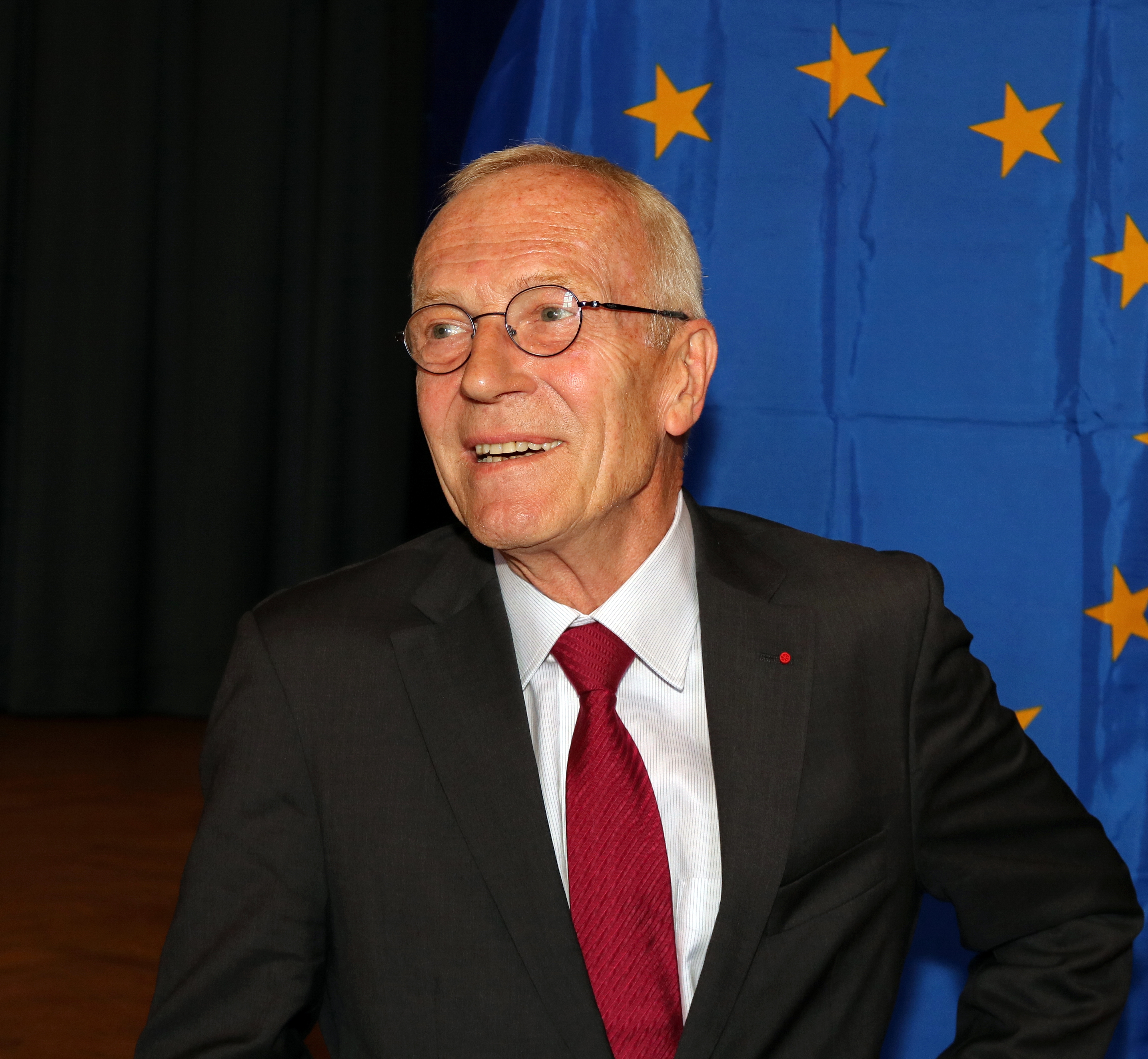
Joachim Bitterlich (2017)

Joachim Bitterlich (* 10. Juli 1948 in Saarbrücken-Dudweiler) ist ein deutscher Jurist, ehemaliger Diplomat und Manager. Er war enger außen- und europapolitischer Berater Helmut Kohls und 1993 bis 1998 Leiter der Abteilung für Außen-, Entwicklungs- und Sicherheitspolitik im Bundeskanzleramt. Es folgten Stationen als Ständiger Vertreter Deutschlands bei der NATO und deutscher Botschafter in Spanien. Von 2003 bis 2012 hatte er Führungspositionen im Veolia-Konzern. Bitterlich ist seit 2008 Professor an der ESCP Europe.

## Leben
Nach dem Abitur 1966 war Bitterlich Zeitsoldat und Reserveoffizieranwärter bei der Bundeswehr. Von 1969 bis 1973 studierte er Rechts-, Wirtschafts- und Politikwissenschaft an der Universität des Saarlandes. Den anschließenden juristischen Vorbereitungsdienst unterbrach er 1974–75 für ein Studium an der französischen École nationale d’administration (ENA). Nach dem Zweiten juristischen Staatsexamen trat er 1976 in den Auswärtigen Dienst ein. Nach dem Vorbereitungsdienst des Auswärtigen Amtes war er auf Posten in der Botschaft der Bundesrepublik in Algier (1978–81) und der Ständigen Vertretung bei den Europäischen Gemeinschaften in Brüssel (1981–85) stationiert. Von 1985 bis 1987 war er im Ministerbüro des Bundesaußenministers Hans-Dietrich Genscher tätig.
Bitterlich wechselte 1987 als Leiter des Referats für Europapolitik (Europäische Einigung, bilaterale Beziehungen, Westeuropäische Union, Europarat) ins Bundeskanzleramt und wurde ein enger Mitarbeiter von Bundeskanzler Helmut Kohl. Als „Sherpa“ des deutschen Bundeskanzlers war er einer der Hauptverhandler des 1992 in Kraft getretenen EU-Vertrags von Maastricht. Von 1993 bis 1998 leitete Bitterlich als Nachfolger von Peter Hartmann die Abteilung für Außen-, Entwicklungs- und Sicherheitspolitik im Kanzleramt. Ein ZEIT-Artikel von 1998 bezeichnete ihn als „Nebenaußenminister“ und „mächtigsten Beamten in Bonn“, „eine Schlüsselfigur im System Kohl“. Auf ihn folgte Michael Steiner unter Bundeskanzler Gerhard Schröder.
Nach dem Regierungswechsel 1998 wurde er zunächst gemäß einer Absprache zwischen Helmut Kohl und dem neuen Bundeskanzler Gerhard Schröder zum Ständiger Vertreter Deutschlands bei der NATO ernannt. Bereits im Sommer 1999 versetzte ihn jedoch Bundesaußenminister Joschka Fischer auf den Posten des deutschen Botschafters in Madrid, zuständig für Spanien und Andorra. Sein Verhältnis zum Minister war schlecht, bereits seit 1998 war Bitterlich laut Welt „ein Dorn im Auge“. Ende September 2002 versetzte der Bundespräsident Bitterlich auf Antrag Fischers in den einstweiligen Ruhestand. Dies wurde, wie üblich, nicht öffentlich begründet. Botschafter ab der Besoldungsgruppe A 16 sind politische Beamte, seit dem Abschluss der Ostverträge in den 1970er-Jahren war dies jedoch die erste Versetzung eines Botschafters in den einstweiligen Ruhestand. Dem Spiegel zufolge hatte Bitterlich Wolfgang Schäuble, der im „Kompetenzteam“ der CDU/CSU zur Bundestagswahl 2002 für Außenpolitik zuständig war, in Europafragen beraten. Fischers Vertraute hätten ihm daher unterstellt, der CDU-Opposition Wahlkampfhilfe zu leisten und gegen die rot-grüne Koalition zu arbeiten.

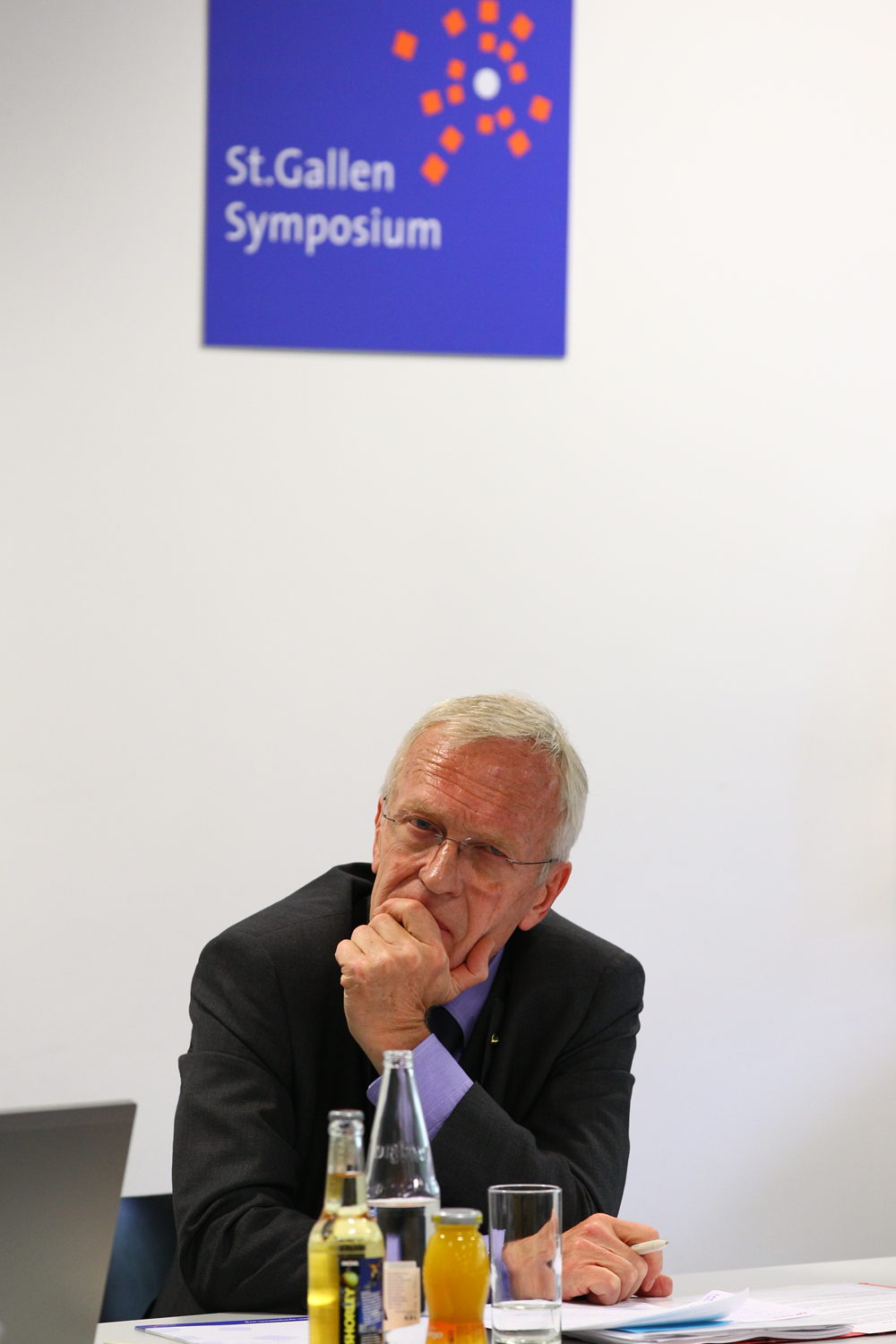
Joachim Bitterlich im Mai 2012 am 42. St. Gallen Symposium

Anschließend ging Bitterlich in die freie Wirtschaft: Er wurde 2003 Executive Vice President International Affairs des französischen Wasser-, Energie-, Abfall- und Verkehrskonzerns Veolia Environnement in Paris und leitete von 2009 bis 2012 dessen deutsche Tochtergesellschaft. Bitterlich galt als Getreuer des Verwaltungsrats Henri Proglio, der mit einer „Palastrevolution“ gegen den Vorstandsvorsitzenden Antoine Frérot gescheitert war, und musste seine Ämter daher im Herbst 2012 verlassen. Danach machte er sich als Berater für verschiedene europäische und internationale Unternehmen selbstständig.
Joachim Bitterlich ist seit 2008 assoziierter Professor an der ESCP Europe, wo er Kurse zu europäischen Angelegenheiten, Geopolitik und Managementkulturen unterrichtet.

## Positionen
Frankreich
In seinen europa-politischen Publikationen betont Bitterlich besonders die Bedeutung der deutsch-französischen Beziehungen als Fundament der europäischen Gemeinschaft. Der Osterweiterung gegenüber war er eher skeptisch. Helmut Kohls Rolle sieht er als entscheidend an. Die Rezension der FAZ von Das Europa der Zukunft kritisierte dies 2004 als Bitterlichs „allzu offensichtliche Rechtfertigungen der (Europa-)Politik unter Kohl“.
Sicherheitspolitik
Bitterlich kritisierte unter anderem 2016 in einer Rezension zur Sicherheitspolitik in Europa die auffällige Verkürzung der Entwicklung zur „Rückkehr der Geopolitik“ auf die Besetzung der Krim durch Russland, die als Kernmerkmal der „neuen“ Lage dargestellt werde. Er vermisst die „Analyse und kritische Würdigung der Ursache und Merkmale, ja der grundlegenden politischen Irrtümer auf dem Wege dahin“.

„Dies gilt auch für die Bewertung der Entwicklung im Nahen und Mittleren Osten sowie im Norden Afrikas, auf dem Balkan, der explosiv bleibt, wie insbesondere die Entwicklung des Verhältnisses zur Türkei und zu Russland, wo der Westen alle Warnsignale seit Jahren anscheinend überhört hat.“

Dazu solle auch die kritische Auseinandersetzung mit den Diskussionen in Deutschland selbst und die Bewertung durch seine Partner gehören.

„Leider wird in diesem Kontext das erfolgreiche Bemühen von Bundeskanzler Dr. Helmut Kohl in den 90er Jahren einer progressiven ‚Normalisierung‘ der deutschen Außen- und Sicherheitspolitik und Übernahme einer natürlichen Führungsrolle in Europa wie über Europa hinaus kaum gewürdigt – durch eine nahtlose Fortsetzung dieser Linie hätte sich Deutschland in der Krise des vergangenen Jahrzehnts vielleicht leichter getan, Führung und Verantwortung erfolgreich zu praktizieren.“

Russland
Die Politik der EU und Deutschlands gegenüber Russland in der Frage des Assoziierungsabkommens mit der Ukraine, in der Ukraine-Krise und der Annexion der Krim durch Russland charakterisierte Bitterlich 2016 als verfehlt und gefährlich. Im Rückblick auf die Zeit nach der Wiedervereinigung sah Bitterlich historische Versäumnisse bei der Gestaltung des Verhältnisses zu Russland. „An der Lage, die wir heute haben in Bezug auf Russland und die Ukraine, trifft uns alle eine gewisse Mitschuld, nämlich die Amerikaner, die Europäer, die Russen und die Ukrainer selbst“. 2006 habe die EU-Kommission nahe vor dem Abschluss eines umfassenden Vertrages mit Russland. Sie habe leider diese Chance nicht ergriffen. Von da an sei es in gewisser Weise bergab gegangen. Putin habe 2007 bei der Münchner Sicherheitskonferenz an die Europäer appelliert, es in Europa nicht wieder zu einem Bruch kommen zu lassen. Die Amerikaner seien nicht mehr auf dieser Linie unter Bush Junior gewesen, es sei auch in Europa eine andere Zeit gewesen und man habe leider diese Chance vorübergehen lassen.
USA, NATO und Trump
Die neue politische Situation der amerikanischen Präsidentschaft sah Bitterlich als Chance, die NATO zu reformieren und einen europäischen Pfeiler in ihr zu begründen. Die EU solle eine eigenständige Sicherheitspolitik entwickeln. Eine Bedrohung osteuropäischer Länder durch Russland schloss er aus. Er sieht für die NATO den Moment gekommen, eine vernünftigere Beziehung mit Russland aufzubauen. Er glaube, dass sowohl die Amerikaner als auch die Europäer seit Beginn des Jahrhunderts einfach zu viele Fehler gegenüber Russland gemacht hätten: „dass sie Russlands falsch beurteilt und unnötig in die Ecke getrieben haben. Sie haben die Warnungen nicht gehört, die Warnungen vor einer Expansion der NATO, Warnungen in Sachen Georgien und Ukraine.“
Schengen
Bitterlich vermisste besonders nach den Brüsseler Terroranschlag den „ganzheitlichen“ Ansatz in der Europapolitik, der trotz mehrfacher Vorstöße Helmut Kohls nie verwirklicht wurde. Es müsse ein Zusammenwirken mit der EU-Außen- und Sicherheitspolitik geben, vor allem mit einer grundlegend erneuerten Nachbarschaftspolitik und einschließlich einer gemeinsamen Entwicklungspolitik. Dazu müsse auch die Prävention und damit andere Politikbereiche wie Erziehung und Ausbildung einbezogen werden. Schaffe dies die EU-Politik nicht, so könnte „Schengen“ nicht nur zum Sündenbock, sondern zum Totengräber der europäischen Idee werden.

## Auszeichnungen
- 1991: Kommandeur des nationalen portugiesischen Verdienstordens
- 1992: Honorary Commander of the British Empire
- 1993: Mittlerer Orden am Band – Orden der Aufgehenden Sonne
- 1993: Großes Goldenes Ehrenzeichen für Verdienste um die Republik Österreich[12]
- 1994: Offizier des Ordre des Palmes Académiques
- 1994: Komturkreuz mit Stern des königlich norwegischen Verdienstordens
- 1994: Großoffizier/Komturkreuz des Ordens „Isabel la Católica“
- 1994: Großoffizier/Komturkreuz 1. Klasse des Ordens der Weißen Rose
- 1995: Großes Silbernes Ehrenzeichen mit Stern für Verdienste um die Republik Österreich[12]
- 1995: Großoffizier des Verdienstordens des Großherzogtums Luxemburg
- 1995: Großoffizier des Kronenordens
- 1996: Offizier der Ehrenlegion
- 1996: Großoffizier des griechischen Ehrenordens
- 1997: Großoffizier des Verdienstordens der Italienischen Republik
- 1997: Großoffizier des Ordens vom Aztekischen Adler
- 1998: Großkreuz des nationalen spanischen Verdienstordens
- 1998: Großkreuz des argentinischen Verdienstordens de Mayo
- 1998: Großoffizier des Ordens Heinrich der Seefahrer
- 2002: Kommandeur des Ordens des litauischen Großfürsten Gediminas

## Privates
Bitterlich lebt in Berlin und Paris, er ist seit 1969 mit Martine Brévart verheiratet, einer Französin aus Lothringen. Er hat drei Kinder: Corinne, Jean-Yves und Alexander, dazu sechs Enkel: Claire, Nicolas, Marie-Amélie, Apolline, Arthur und Romy.

## Publikationen
- Grenzgänger: Deutsche Interessen und Verantwortung in und für Europa – Erinnerungen eines Zeitzeugen. ibidem-Verlag, Stuttgart April 2021, ISBN 978-3-8382-1450-4.
- Herausgeber mit Gustavo Corni, Friedrich Kießling, Horst Möller, Daniela Münkel, Ulrich Schlie: Agrarpolitik im 20. Jahrhundert. Das Bundesministerium für Ernährung und Landwirtschaft und seine Vorgänger. De Gruyter Oldenbourg, Berlin/Boston 2020, ISBN 978-3-11-065116-4.
- Das Europa der Zukunft. Droste Verlag, Düsseldorf 2004, ISBN 978-3-7700-1181-0[13]
- Europa – Mission impossible? Ein Beitrag zur aktuellen Europa-Debatte. Droste Verlag, Düsseldorf 2005, ISBN 978-3-7700-1216-9[14]